# Todokero! Tatakae! Calamity Angels
《Todokero! Tatakae! Calamity Angels》是2025年电子角色扮演游戏，由Compile Heart開發、Idea Factory發行。游戏對應任天堂Switch、PlayStation 4、PlayStation 5平台。
《Fami通》为游戏打出29/40分。
遊戲预定2026年在欧美发行。

## 外部連結
- 官方网站 （日語）